# Фелдеш
Фелдеш (мађ. Földes) град је у Мађарској. Фелдеш је један од градова у оквиру жупаније Хајду-Бихар.

## Географско положај
Покрива површину од 65,23 km2 (25 sq mi) и има популацију од 3.960 људи (2016). Налази се поред главног пута 42 између Пишпекладањ и Беретћоујфалуа, 34 km југозападно од Дебрецина. Источни главни канал је 5 km североисточно од Фолдеса. Директно суседна насеља: Шап (4 km јужно), Баранд (10 km југозападно), Тететлен (5 km западно), Хајдусоват (14 km североисточно), Деречке (20 km источно), Беретћоујфалу (16 km југоисточно). Аутобуска линија повезује Дебрецин, Беретћоујфалу, Пишпекладањ, Каба, Нађрабе. Најближа железничка станица се налази у месту Шап.

## Историја
Године 1938. током археолошких ископавања у Иначкој хумци, непосредно поред главног пута 42, на западној ивици Фелдешове границе, пронађени су трагови првог људског насеља. То је било неолитско налазиште на коме су, из бакарног доба, пронађени остаци јамских кућа и спаљени зидови од плетера. Лингвисти Лајош Киш и Бела Калман изјавили су да је село добило име по свом тлу. Историчар Ђерђ Моди је рекао да име села потиче од личног имена и да га је можда добило од његових становника који се баве пољопривредом. Фелдеш је такође имао традицију сопственог порекла, коју је ширио Ласло Вираг, учитељ из Фелдеша.
Први писани помен о Фелдешу, о коме се дуго расправљало, налази се у „Варади Регеструму” из 1215. године, цитат: „гласник Ђуро, син Мојсе из села Хелдуш (Фелдеш) (pristaldum nomine Gyuro, filium Moysa de villa Heldus), настављен у афери народа из Бајома и Рабеа”. Од тог времена, име Фелдеш се у писаним изворима појављује тек 1342. године, али је занимљиво предање (прича) опстало од 1241. до 1242. године. О овом периоду писао је Варадски каноник Рогериус, говорећи каква је разарања јужнотатарска војска учинила под Кадановим вођством у округу Бихар.

## Становништво
Становништво насеља се стално повећавало од 1880. до 1949. године, а постепено се смањивало од 1949. до данас.
У 2011. години у насељу је живело 3.623 Мађара, 45 Рома, 12 Немаца, 9 Бугара, 5 Румуна и 23 друге националности.